# Februarie 1996
Acest articol este generat integral pe baza informațiilor din articolul 1996 și este actualizat periodic de un robot.
 Editările făcute în articol vor fi șterse la următoarea actualizare! Dacă doriți să faceți modificări, editați articolul-sursă.

ianuarie -
februarie -
martie -
aprilie -
mai -
iunie -
iulie -
august -
septembrie -
octombrie -
noiembrie -
decembrie
Februarie 1996 a fost a doua lună a anului și a început într-o zi de joi.

## Evenimente
- 3 februarie: Petre Roman, liderul PD, își anunță candidatura la Președinția României.
- 7 februarie: Comisia parlamentară de control a activității SRI s-a pronunțat în cazul Corneliu Vadim Tudor: liderul PRM a încălcat legea publicând în revista România Mare documente secrete care afectează siguranța națională.[1]
- 8 februarie: Hans van den Brock, comisar al UE pentru relațiile cu Europa de est, întors la Bruxelles după vizite în România și Slovacia declară că aceste țări nu vor fi neapărat printre țările care vor începe negocierile de aderare la UE anul viitor, deoarece reformele economice și politice n-au înregistrat progrese concludente.[1]
- 9 februarie: Victor Ciorbea este desemnat drept candidatul CDR la postul de primar general al Bucureștiului.
- 10 februarie: Supercalculatorul Deep Blue, fabricat de IBM, l-a înfrânt la șah pe campionul mondial Garry Kasparov. Totuși, pe 17 februarie scorul final va fi de 4-2 pentru Kasparov.
- 14 februarie: Biblioteca Apostolică a Vaticanului aprobă pentru Arhivele Statului român microfilmarea unor documente referitoare la istoria României.
- 17 februarie: Ilie Năstase își anunță candidatura pentru funcția de primar general al Capitalei din partea PDSR.
- 26 februarie: Parlamentul dezbate moțiunea inițiată de Opoziție, privind criza energetică. Senatorii au respins moțiunea cu 63 voturi pentru (erau necesare 72 de voturi pentru ca moțiunea să fie adoptată), însă deputații i-au dat câștig de cauză (150 voturi pentru, 124 voturi contra).[2]

## Nașteri
- 1 februarie: Dionne Bromfield, cântăreață britanică
- 4 februarie: iRaphahell, YouTuber român
- 6 februarie: Silviu Nicolae Balaure, fotbalist român
- 7 februarie: Manon Brunet, scrimeră franceză
- 9 februarie: Kelli Berglund, actriță și cântăreață americană
- 10 februarie: Robert Vișoiu, pilot român de curse
- 11 februarie: Daniil Medvedev, jucător rus de tenis
- 11 februarie: Lucas Torreira (Lucas Sebastián Torreira Di Pascua), fotbalist uruguayan
- 14 februarie: Lucas Hernández (Lucas François Bernard Hernánde), fotbalist francezo-spaniol
- 20 februarie: Mabel (n. Mabel Alabama Pearl McVey), cântăreață și compozitoare britanică
- 20 februarie: Mabel, cântăreață și compozitoare britanică
- 21 februarie: Sophie Turner, actriță britanică
- 28 februarie: Karsten Warholm, atlet norvegian

## Decese
Gene Kelly (Eugene Curran Kelly), 83 ani, actor, cântăreț, coregraf, dansator, producător de film și regizor american (n. 1912)
Hideo Oguni, 91 ani, scenarist japonez (n. 1904)
Robert, Arhiduce de Austria-Este, 80 ani, al doilea fiu al împăratului Carol I al Austriei (n. 1915)
Ryōtarō Shiba (n. Teiichi Fukuda), 72 ani, scriitor japonez (n. 1923)
Martin Balsam, actor american (n. 1919)
Brúnó Straub (Brúnó Ferenc Straub), 82 ani, politician maghiar (n. 1914)
Hervé Bazin (Jean Pierre Marie Hervé-Bazin), 84 ani, scriitor francez (n. 1911)
Ioan Jak Rene Juvara, 83 ani, medic român (n. 1913)
H. L. Gold (Horace Leonard Gold), 81 ani, scriitor american de literatură SF (n. 1914)